# Trimeria grandifolia
Trimeria  es un género monotípico de plantas perteneciente a la familia Salicaceae. Su única especie:  Trimeria grandifolia, es originaria de Sudáfrica.

## Descripción
Es un árbol que alcanza un tamaño de 3-10 m de altura. La corteza de color marrón claro, lisa o con fisuras longitudinales. Ramillas glabras o pubescentes. Limbo circular u obovadas de 4 a 11 cm de ancho, el ápice redondeado, emarginado, bilobulado o apiculado, base truncada o cordada superficialmente, el margen serrado,  5-7-nervados, los nervios prominentes en el envés, subcoriáceas; pecíolo de 1-3 cm de largo, glabros o pubescentes; estípulas foliáceas, reniformes, de 1,2-2 cm de largo, 1-2,5 cm de ancho. La inflorescencia axilar, con pedicelos de hasta 2,5 mm de largo, pubescentes, articuladas; brácteas deltoides, 1 mm de largo. Inflorescencias masculinas en panículas, hasta 9 cm de largo; inflorescencias femeninas espigadas, pero a veces ramificadas, de hasta 8 cm de largo. Las flores masculinas: sépalos 4 o 5, cóncavas de 1-1,2 mm de largo, 0,5 mm de ancho, pubescentes. Pétalos 4 o 5, cóncava, obovado-deltoides, 1,1-1,3 mm de largo, 0,6-0,8 mm de ancho, pubescentes.

## Taxonomía
Trimeria grandifolia fue descrito por (Hochst.) Warb. y publicado en Die Natürlichen Pflanzenfamilien 6a: 37, en el año 1893.
Sinonimia
- Monospora grandifolia Hochst.
- Trimeria alnifolia Harv.[3]